# Elizabeth Schuyler Hamilton
Pour les articles homonymes, voir Schuyler et Hamilton.
Elizabeth Hamilton (née Schuyler), aussi appelée Eliza ou Betsey, née le 9 août 1757 à Albany et morte le 9 novembre 1854 à Washington, est une personnalité mondaine et philanthrope. Épouse du père fondateur américain Alexander Hamilton, elle a défendu ses œuvres et est la cofondatrice et directrice adjointe de Graham Windham, le premier orphelinat privé de New York. Eliza est reconnue comme l'une des premières philanthropes américaines pour son travail avec l'Orphan Asylum Society.

## Enfance et famille
Elizabeth est née à Albany, New York. Elle est la deuxième fille du général de l'armée continentale Philip Schuyler, un général de la guerre révolutionnaire, et de Catherine Van Rensselaer Schuyler. Les Van Rensselaers du Manoir de Rensselaerswijck étaient l'une des familles les plus riches et les plus influentes en matière de politique de l'État de New York. Elizabeth avait sept frères et sœurs qui ont vécu jusqu'à l'âge adulte, y compris Angelica Schuyler Church et Margarita « Peggy » Schuyler Van Rensselaer, mais elle avait 14 frères et sœurs en tout,,.
Sa famille faisait partie des riches propriétaires terriens hollandais qui s'étaient installés autour d'Albany au milieu des années 1600 ; sa mère et son père venaient tous les deux de familles riches et bien estimées. Comme beaucoup de propriétaires terriens de l'époque, Philip Schuyler possédait des esclaves et Eliza aurait grandi au contact de l'esclavage.  Malgré l'agitation de la Guerre de la Conquête, dans laquelle son père a servi et dont les combats ont eu lieu en partie près de sa maison d'enfance, Eliza a passé une enfance paisible et a appris à lire et à coudre de sa mère[réf. nécessaire].
Comme la plupart des familles hollandaises de la région, sa famille appartenait à l'Église hollandaise réformée d'Albany, qui existe toujours. Cependant, le bâtiment original de 1715, où Elizabeth a été baptisée et a assisté aux offices religieux, a été démoli en 1806,. Son éducation lui a inculqué une foi forte et inébranlable qu'elle conserva tout au long de sa vie[réf. nécessaire].
Quand elle était petite, Elizabeth accompagna son père à une réunion des Six Nations et a rencontré Benjamin Franklin lorsqu'il est resté brièvement avec la famille Schuyler lors d'un voyage . On a dit qu'elle était un peu garçon manqué quand elle était jeune; ,[page à préciser] tout au long de sa vie, elle a conservé une forte volonté et même une impulsivité que ses connaissances ont noté. James McHenry, l'un des assistants de Washington aux côtés de son futur mari, a déclaré : « Son personnage était fort avec sa profondeur et sa chaleur, que ce soit de sentiment ou de tempérament contrôlé, mais brillant en dessous, éclatant parfois avec une expression emphatique. ». Bien plus tard, le fils de Joanna Bethune, une des femmes avec qui elle a travaillé pour fonder un orphelinat plus tard dans sa vie, a dit que « les deux [Elizabeth et Joanna] étaient de disposition déterminée… Mme Bethune la plus prudente, Mme Hamilton la plus impulsive. ».

## Mariage
Au début de 1780, Elizabeth est allée vivre avec sa tante, Gertrude Schuyler Cochran, à Morristown, New Jersey[réf. nécessaire]. Là-bas, elle a rencontré Alexander Hamilton, un des aides-de-camp du Général George Washington, qui était stationné avec le Général et ses hommes à Morristown pour l'hiver. En fait, ils s'étaient rencontrés auparavant, quoique brièvement, deux ans auparavant, quand Hamilton a dîné avec les Schuyler sur le chemin du retour d'une négociation au nom de Washington. Aussi alors qu'elle était à Morristown, Eliza a rencontré et s'est liée d'amitié avec Martha Washington, une amitié qu'elles maintiendraient tout au long de la carrière politique de leurs maris. Eliza dit plus tard à propos de Mme Washington: « Elle a toujours été mon idéal de vraie femme »,.
On dit que lorsqu'il est rentré chez lui après l'avoir rencontrée, Hamilton était tellement excité qu'il a oublié le mot de passe pour entrer dans le quartier général de l'armée. La relation entre Eliza et Hamilton s'est rapidement développée ; même lorsqu'il quitta Morristown pour une courte mission de négociation d'un échange de prisonniers, un mois seulement après l'arrivée d'Eliza. Lorsqu'il était parti pour cette négociation, Hamilton écrivit à Eliza pour poursuivre leur relation de manière épistolaire. Il retourna ensuite à Morristown où le père d'Elizabeth était également arrivé en sa qualité de représentant du Congrès continental[réf. nécessaire]. De plus, il y avait eu des discussions dans au moins une lettre d'un « mariage secret ». Au début d'avril, ils s'étaient officiellement fiancés avec la bénédiction de son père (une exception parmi les filles Schuyler puisque Angelica et Catherine se sont enfuies afin de se marier). Hamilton suivit l'armée lors du lever de camp en juin 1780. En septembre de la même année, Eliza apprit que le major John André, chef des services secrets britanniques, avait été capturé dans un complot déjoué concocté par le général Benedict Arnold pour céder le fort de West Point aux Britanniques. André avait autrefois été un invité dans la maison Schuyler en Albanie en tant que prisonnier de guerre en route pour la Pennsylvanie en 1775; Eliza, alors âgée de dix-sept ans, aurait peut-être un faible pour le jeune officier britannique qui avait jadis dessiné pour elle. Hamilton, tout en étant envieux d'André pour ses actions pendant la guerre, promit à Eliza de faire ce qu'il pourrait pour traiter le chef du renseignement britannique en conséquence ; il a même supplié Washington d'accorder le dernier souhait d'André d'être exécuté par un peloton d'exécution, mais en vain. Après encore deux mois de séparation rythmés par leur correspondance, le 14 décembre 1780, Alexander Hamilton et Elizabeth Schuyler se sont mariés au Schuyler Mansion.
Après une courte lune de miel au Pastures, la maison d'enfance d'Eliza, Hamilton retourna au service militaire au début de janvier 1781. Eliza le rejoignit bientôt à New Windsor, où l'armée de Washington était maintenant stationnée, et elle raviva son amitié avec Martha Washington alors qu'ils divertissaient les collègues officier de leurs maris. Cependant, peu de temps après, Washington et Hamilton se disputèrent et le couple de jeunes mariés déménagea, d'abord de nouveau à la maison du père d'Eliza à Albany, puis à une nouvelle maison à travers la rivière du siège social de New Windsor.  Là, Eliza s'affaira à créer une maison pour eux et à aider Alexander avec ses écrits politiques - des parties de sa lettre de 31 pages à Robert Morris, exposant une grande partie des connaissances financières qui devaient l'aider plus tard dans sa carrière, sont de sa main. 
Bientôt, cependant, Eliza déménagea de nouveau, cette fois dans la maison de ses parents à Albany. Cela a peut-être coïncidé avec la découverte qu'elle était enceinte de son premier enfant, qui allait naître en janvier prochain et qu'elle nomma Philip en l'honneur de son père. Pendant qu'ils étaient séparés, Alexander lui écrivit de nombreuses lettres pour lui dire de ne pas s'inquiéter pour sa sécurité; en outre, il lui a révélé des secrets militaires confidentiels, y compris la préparation de la bataille de Yorktown cet automne là. Pendant ce temps, la guerre se rapprocha du foyer d'Eliza, quand un groupe de soldats britanniques est tombé sur the Pastures (la maison familiale), à la recherche de fournitures. Selon certains témoignages, la famille a été épargnée grâce à la réflexion rapide de sa sœur Peggy : elle a dit aux soldats que son père était allé en ville pour obtenir de l'aide, ce qui les avait poussé à fuir.
Après Yorktown, Alexander a pu rejoindre Eliza à Albany, où ils restèrent pendant presque deux ans, avant de déménager à New York à la fin de 1783. Plus tôt cette année-là, Angelica et son mari John Barker Church, pour des raisons commerciales, avaient déménagé en Europe. Angelica vécut à l'étranger pendant plus de quatorze ans, retournant en Amérique pour des visites en 1785 et 1789. Le 25 septembre 1784, Eliza donna naissance à son deuxième enfant, Angelica, du nom de la sœur aînée d'Eliza[réf. nécessaire].

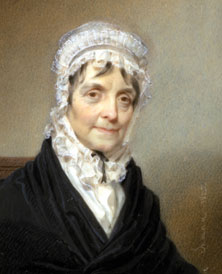
Elizabeth Hamilton, 1825 portrait par Henry Inman.

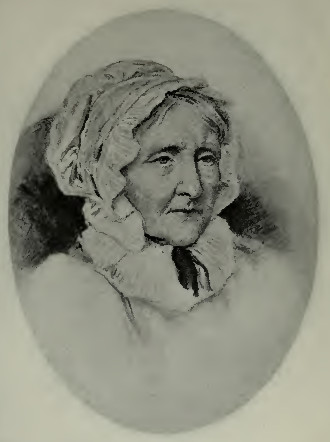
Elizabeth Hamilton à 94 ans.

## Enfants
Elizabeth et Alexander Hamilton ont eu huit enfants :
- Philip (22 janvier 1782 - 23 novembre 1801)[22], qui a été tué dans un duel trois ans avant le duel fatal de son père[23].
- Angelica (25 septembre 1784 - 6 février 1857)[22], qui a subi une dépression nerveuse après la mort de son frère aîné et a vécu jusqu'à l'âge de 72 ans dans un état d'« enfance éternelle », incapable de prendre soin d'elle-même[24],[25]
- Alexander, Jr. (16 mai 1786 - 2 août 1875)[22]
- James Alexander (14 avril 1788 - 24 septembre 1878)[22], qui a agi comme secrétaire d'État pendant 23 jours en mars 1829[26].
- John Church (22 août 1792 - 25 juillet 1882) [27]
- William Stephen (4 août 1797 - 9 octobre 1850) [27]
- Eliza (20 novembre 1799 - 17 octobre 1859)[27], qui a épousé Sidney Augustus Holly[réf. nécessaire]
- Philip, également appelé « Little Phil » (1er juin 1802 - 9 juillet 1884)[27], nom de son frère aîné décédé un an avant sa naissance[réf. nécessaire]

Les Hamilton ont également élevé Frances (Fanny) Antill, une orpheline qui a vécu avec eux pendant dix ans à partir de 1787 alors qu'elle avait 2 ans,.

## Dans la culture populaire

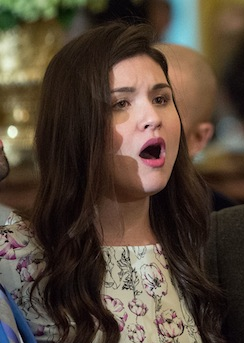
Eliza est incarnée en 2015 par Phillipa Soo dans la comédie musicale Hamilton de Broadway.

- Doris Kenyon dépeint Eliza dans le film de 1931 Alexander Hamilton[30].
- Eliza est interprétée par Eve Gordon, dans la série télévisée de 1986 George Washington II: The Forging of a Nation, où elle est affectueusement appelée Betsy[31],[32].
- Eliza est incarnée dans la comédie musicale Hamilton 2015 de Broadway. Le rôle a été originellement interprété par Phillipa Soo, qui a reçu une nomination aux Tony Awards 2016 pour son travail dans la pièce[33]. La représentation d'Eliza dans la comédie musicale a attiré les éloges des critiques et des commentateurs pour avoir souligné à la fois son importance dans la vie de son mari et son propre travail dans la propagation de son héritage[34][source insuffisante], une approche qu'elle partage avec son inspiration et sa source, la biographie 2004 de Ron Chernow de Alexander Hamilton[35].